# Prostitución en Etiopía
La prostitución en Etiopía es legal y está muy extendida. El proxenetismo (regentar burdeles, beneficiarse de la prostitución...) es ilegal según el artículo 634 del Código Penal etíope, revisado en mayo de 2005, aunque estas leyes rara vez se aplican. Algunos creen que ha contribuido al aumento de la incidencia del Sida. ONUSIDA calcula que hay más de 19 000 prostitutas en las principales ciudades.
Etiopía se ha convertido en un imán para el turismo sexual, incluido el turismo sexual infantil.
En 2015, la guionista y directora de cine etíope Hermon Hailay dirigió la película Price of Love, inspirada en sus experiencias al crecer cerca de prostitutas.

## Tráfico sexual
Etiopía es país de origen y, en menor medida, de destino y tránsito de mujeres y niños sometidos a trata con fines sexuales. Arabia Saudí sigue siendo el principal destino de los migrantes irregulares; según informes, más de 400 000 etíopes residen allí. Los funcionarios saudíes deportan regularmente a un gran número de etíopes, y muchos de los deportados denuncian casos de explotación sexual. Las mujeres etíopes que emigran por trabajo o huyen de empleadores abusivos en Oriente Medio también son vulnerables a la trata con fines sexuales. Una organización internacional estima que la mayoría de los traficantes son pequeños operadores locales, a menudo procedentes de las propias comunidades de las víctimas, pero que los grupos delictivos bien organizados también son responsables de que los migrantes irregulares sean muy susceptibles de ser víctimas del tráfico. 
Los reclutadores de mano de obra se dirigen a los jóvenes de las vastas zonas rurales de Etiopía con promesas de una vida mejor. Aunque los informes siguen siendo anecdóticos, la grave sequía de 2015-2016 puede haber provocado un aumento de la trata interna. Las niñas de las empobrecidas zonas rurales de Etiopía son explotadas en el comercio sexual dentro del país. En el mercado central de Addis Abeba hay numerosos burdeles, donde algunas jóvenes son explotadas en el comercio sexual. Las niñas etíopes son explotadas en el comercio sexual en los países africanos vecinos, sobre todo en Sudán. 
El turismo sexual infantil sigue siendo un problema en los principales centros, como Addis Abeba, Bahir Dar, Hawassa y Bishoftu; los informes identifican a autores nacidos principalmente en Etiopía, incluidos miembros de la diáspora, con vínculos conocidos con hoteles, intermediarios y taxistas locales.
En 2016, los funcionarios de justicia federales y regionales investigaron 1 392 posibles casos de trata y condenaron a 640 traficantes en virtud de la ley contra la trata de 2015, lo que supone un aumento significativo con respecto a las 69 condenas de 2015.
En 2017, la Oficina de Vigilancia y Lucha contra la Trata de Personas del Departamento de Estado de los Estados Unidos clasificó a Etiopía como país de "nivel 2".